# Conte du roi Chahriar et de son frère le roi Chah Zaman

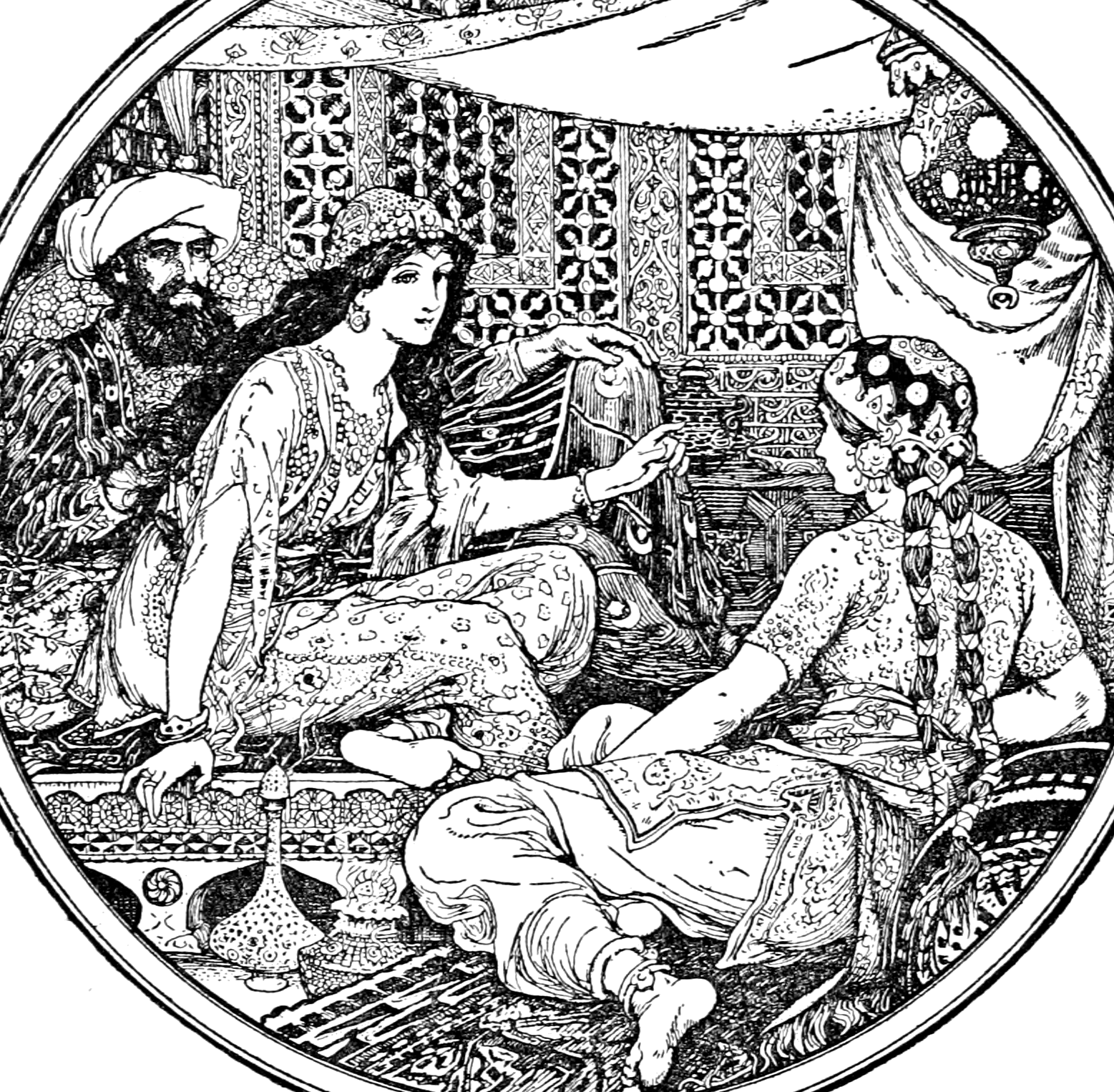
Shéhérazade raconte au roi Chahriar et à sa sœur Dinarzade les histoires des Mille et Une Nuits. Dessin : Henry Justice Ford, 1898.

Le Conte du roi Chahriar et de son frère le roi Chah Zaman constitue le début, le récit-cadre et la trame des Mille et Une Nuits. Dans l'Encyclopédie des Mille et Une Nuits, il est répertorié sous le numéro ANE 1. Il contient une fable en deux parties, réunies dans les traductions françaises sous un même titre, tel que Histoire de l'âne, du bœuf et du laboureur, bien qu'étant répertoriées sous deux titres et numéros différents : Conte du bœuf et de l'âne (ANE 2) et Conte du marchand et de sa femme (ANE 3).

## Résumé

### 1. Adultères
Le roi Chahriar a autrefois régné sur le monde alors connu. À Samarcande, son frère Chah Zaman gouvernait pour lui. Un jour, Chahriar a demandé à son frère de venir le voir. Lorsque Chah Zaman retourna à son palais le jour de son départ pour dire au revoir à sa femme, il fut horrifié de découvrir qu'elle commettait l'adultère avec un jeune assistant de la cuisine du palais. En colère, il les tua tous les deux avec son épée et, désemparé, partit en voyage vers son frère. En proie au chagrin, il devint émacié et Chahriar, sans méfiance, crut d'abord que son frère souffrait du mal du pays. Lorsque Chahriar est parti pour un voyage de chasse de dix jours, Chah Zaman a vu la femme de Chahriar, ainsi que dix de ses esclaves, se livrer à des passions sexuelles avec onze esclaves et ainsi tromper son mari. Chah Zaman fut choqué, mais aussi soulagé et reprit courage, sachant que d’autres souffraient encore plus que lui. Lorsque Chahriar lui a demandé la raison de son changement soudain de comportement, il a révélé à son frère que tous deux avaient été trompés par leurs femmes. Au début, Chahriar ne voulait pas y croire, mais lorsqu'il est apparemment parti à nouveau en voyage de chasse, il a vu de ses propres yeux comment sa femme l'avait encore trompé. Les deux frères décidèrent de partir et de ne pas redevenir rois jusqu'à ce qu'ils rencontrent quelqu'un dans un malheur encore plus grand.

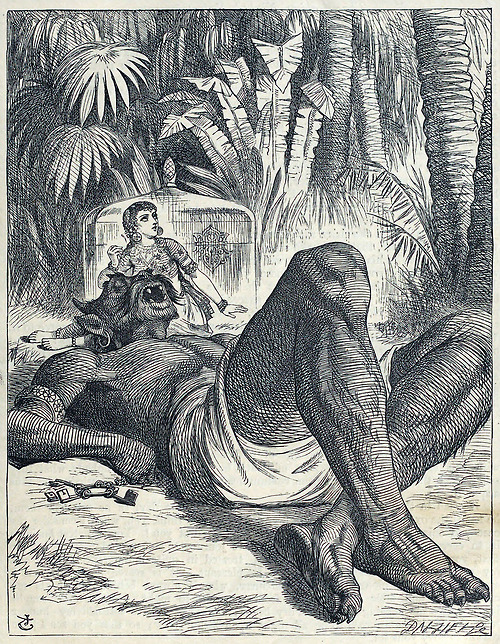
L'Ifrit et son prisonnier. Illustration de John Tenniel.

### 2. L'Ifrit trahi
Les deux frères quittèrent le palais et atteignirent la mer à la tombée de la nuit, d'où une énorme colonne s'éleva soudain dans le ciel. Pleins de peur, ils grimpèrent sur un grand arbre et s'y cachèrent. Mais le pilier s'est avéré être un éfrit (djinn), un être démoniaque, qui portait un grand coffre sur sa tête. Du coffre, il sortit une belle jeune femme qu'il avait enlevée à un autre homme lors de leur nuit de noces et qu'il retenait captive. Il la plaça juste sous l'arbre servant de cachette, posa sa tête sur ses genoux et s'endormit.
La jeune femme regarda autour d'elle et aperçut par hasard les deux frères et leur fit signe de descendre vers elle, menaçant de réveiller la créature pour les tuer tous les deux s'ils n'obéissaient pas. Contraints, ils descendirent de l'arbre, mais, sous la même menace, la femme leur imposa qu'ils tous les deux d'avoir des relations sexuelles avec elle. Les frères n’avaient pas le choix et ont satisfait le désir sexuel de la femme.
Elle demanda ensuite à chacun d'eux une bague et leur a montré un petit sac qui contenait déjà 98 autres bagues, souvenirs de leurs prédécesseurs. En effet, elle s'ennuyait et profitait régulièrement de ses sorties pour tromper son mari dans son sommeil. Puis elle fit signe aux deux hommes de partir.

### 3. Une vengeance cruelle
Chahriar et Chah Zaman étaient horrifiés par ce qu’ils avaient vécu, en particulier par la trahison des femmes, jugeant qu'elles étaient toutes infidèles. Ils ont dû reconnaître que la situation de l'éfrit était encore pire que la leur, et ils retournèrent donc à leur règne en tant que rois. Chahriar se rendit alors chez son vizir et lui ordonna d'exécuter sa femme infidèle.
Mais la soif de vengeance du roi n'était pas encore satisfaite et il fit tuer tous les esclaves et serviteurs de son palais et en prit de nouveaux à leur place. Et maintenant, Chahriar jura qu’il ne se marierait désormais que pour une seule nuit et qu’il tuerait sa femme le lendemain pour ne pas qu'elles aient le temps de le tromper. Il satisfaisait donc chaque jour son désir sexuel avec une fille différente, qu'il faisait exécuter le lendemain. Il choisit d'abord les filles des émirs, puis par des marchands, puis du peuple. Bientôt, il ne restait presque plus de jeunes femmes et les mères et les pères du pays pleuraient et maudissaient le roi.

### 4. Shéhérazade, la fille courageuse du vizir
Or, le vizir du roi Chahriar avait deux filles : Dinarzade et, l'aînée, Shéhérazade. Cette dernière, très sage et instruite, avait lu de nombreux livres, étudié des œuvres littéraires, des histoires anciennes et la médecine, connaissait de nombreux poèmes et aimait raconter de vieilles histoires. Un jour, révoltée face à tant de souffrances abattues sur le pays, elle pris une décision courageuse, mais dangereuse. Se tournant vers son père, elle lui demanda de la marier à Chahriar.
Elle déclara qu'elle mourrait ou sauverait le monde entier de la cruauté de Chahriar. Son père était horrifié et a essayé de al dissuader sa fille de mettre son projet à exécution, lui rappelant qu'elle n'a été épargnée jusque là que parce qu'elle est la fille du vizir. Il craignait qu’elle ne subisse le même sort que l’âne et le bœuf. Intriguée, elle demanda ce qui leur était arrivée et il lui raconta leur histoire.

#### Histoire de l'âne, du bœuf et du laboureur
Il était une fois un riche laboureur qui vivait avec sa famille et qui cultivait et élevait du bétail avec de nombreux ouvriers. Il avait un secret qu'il ne confiait jamais à personne car il avait peur de mourir autrement : il comprenait le langage des animaux. Dans l'étable de sa ferme vivaient un bœuf nommé Baghnus et un âne appelé Abu al-Yaksan. Un jour, il entendit le premier se plaindre au second de devoir travailler dans les champs toute la journée et être également battu avec un fouet, tandis que l'autre avait une bonne vie et était bien soigné par le laboureur  et ses ouvriers. L'âne conseilla au bœuf de faire semblant d'être malade, pour que les gens aient pitié de lui.
Il s'exécuta ; plus tard le fermier gérant l'étable demanda au laboureur  comment gérer cette fatigue soudaine. Le laboureur , qui savait tout, répondit que le fermier devrait maintenant atteler l'âne à la charrue et le laisser travailler à la place du bœuf. Le sort des deux animaux s'inversa alors. Le bœuf, pour sa part, remercia l'âne pour sa ruse, même si son plan astucieux se retourna finalement contre lui.
La leçon de l’histoire est que même un plan bien pensé peut échouer. Mais Shéhérazade ne se laissa pas dissuader de son plan ; sur quoi son père menaça de lui faire la même chose que le laboureur de l'histoire précédente avait fait à sa femme, suite qu'il raconta.

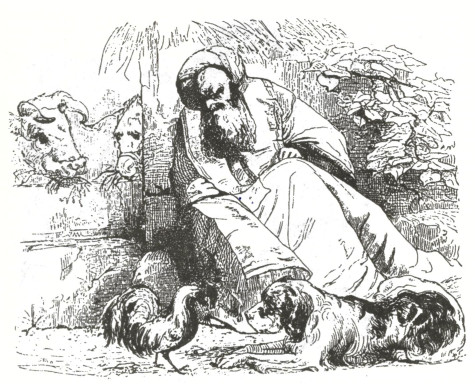
Le coq et le chien discutent en présence de leur maître humain.

Après que l'âne de l'histoire précédente ait été condamné par sa propre intelligence, il s'en est servi pour retourner la situation à son avantage. Il mentit au bœuf stupide, prétendant avoir entendu son maître le laboureur prévoir de tuer cet animal incapable du moindre effort. Effrayé, le bœuf fit semblant d'être guéri et se remit à travailler comme avant.
En entendant la conversation entre les deux animaux, le laboureur rit bruyamment de la ruse de l'âne. Mais après sa femme l'entendit et voulut en connaître la raison, pensant qu'il se moquait d'elle. Il refusa, même si sa femme insistait de plus en plus. Finalement, il lui avoua qu'il devrait mourir s'il révélait le secret, ce à quoi sa femme a finalement répondu qu'il devrait alors mourir. L'homme rassembla alors sa famille, rédigea un testament et distribua ses biens, et tout le monde pleura en deuil. Même ses beaux-parents ont supplié sa femme de renoncer à son désir de connaître le secret, mais elle a refusa.
D'autres animaux vivaient également dans la maison du laboureur. Alors que l'homme était assis tristement, pensant qu'il allait bientôt mourir, il entendit soudain une conversation animale. Son chien reprocher au coq, qui s'accouplait constamment avec les poules, d'avoir peu de sens de la honte, alors que toute la maison était en deuil de son maître était sur le point de mourir. Le coq s'est simplement moqué du fait que l'homme était manifestement assez stupide parce qu'il n'avait qu'une seule femme et ne savait pas comment la gérer et non de nombreuses poules. Lorsque le chien demanda ce qu'il devait faire, le coq répondit que leur maître devait prendre une massue et aller avec sa femme dans le cellier, où il devrait la battre jusqu'à ce qu'elle crie à haute voix qu'ils ne lui demanderaient plus jamais le secret.
L'homme entendit les paroles du coq, car il comprenait le langage des animaux, et décida de suivre le conseil du coq et de battre sa femme jusqu'à ce qu'elle ne veuille plus jamais rien savoir du secret. Le deuil dans la maison s'est alors transformé en fête.
La leçon de cette histoire était la menace du père de Shéhérazade de battre sévèrement sa fille si elle n’abandonnait pas son idée. Mais Shéhérazade n'abandonna pas et finalement son père accepta le plan et la maria au roi Chahriar, qui lui-même fut étonné par la décision de Shéhérazade, qui en fut extrêmement satisfait.

### 5. Le plan

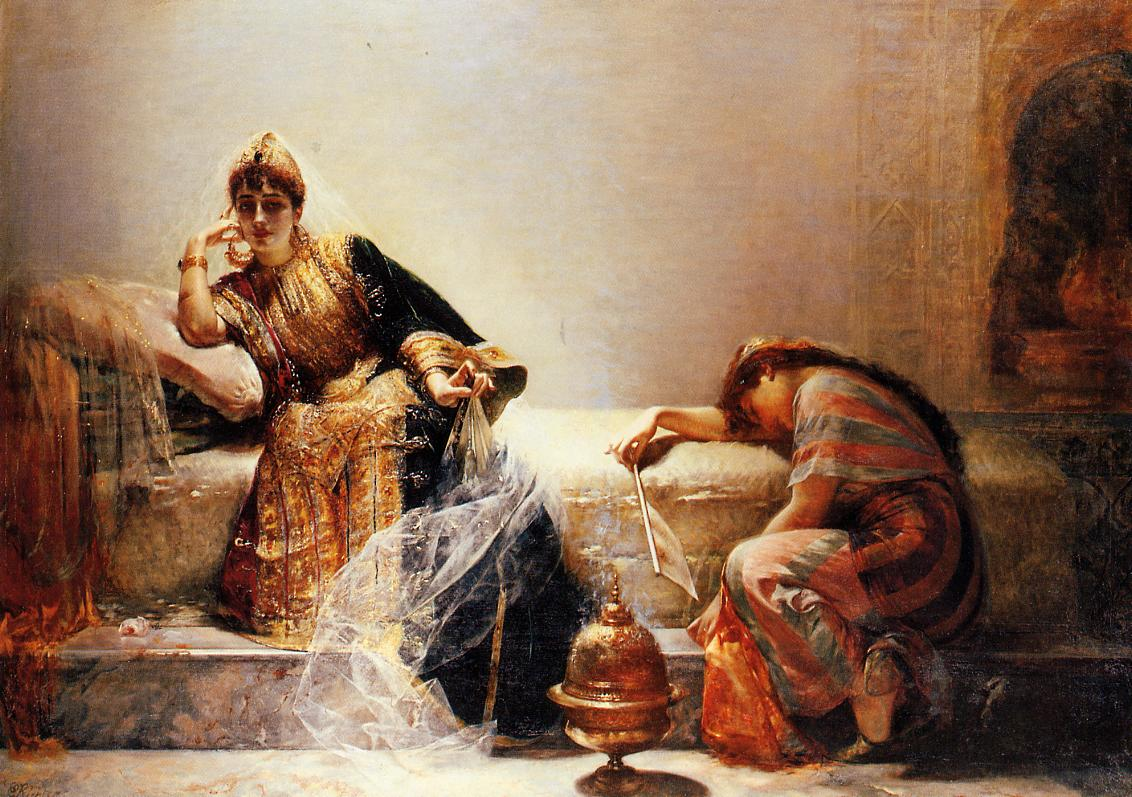
Shéhérazade et Dinarzade. Image d'Édouard Frédéric Wilhelm Richter.

Shéhérazade prépara alors tout pour la nuit d'amour avec le roi et expliqua son plan à sa jeune sœur Dinarzade sa complice, qu'elle l'enverrait chercher cette nuit-là. Une fois qu'elle avait fait l'amour avec le roi, Dinarzade lui demanderait de raconter une histoire. Ce serait la raison du salut de toutes les femmes et de tout leur peuple. La nuit arriva et, alors que Chahriar était sur le point d'accomplir l'acte d'amour, sa jeune épouse demanda que sa jeune sœur soit autorisée à venir à elle, à qui elle voulait dire au revoir avant le lendemain matin. Le roi accepta et Dinarzade entra dans la pièce et y resta pendant que Chahriar et Shéhérazade consommaient leur nuit de noce. Une fois l'affaire terminée, Dinarzade demanda à sa sœur, comme convenu, de raconter une histoire comme quand elles étaient jeunes, une dernière fois avant de mourir. Shéhérazade demandant son autorisation au roi Chahriar, il accepta.
Elle commença à raconter sa première histoire, en veillant à s’arrêter au moment le plus excitant à l’aube suivante. À ce moment-là, elle constata qu'il était dommage qu'elle doive mourir, parce que son mari n'en connaîtrait pas la fin. Comme Chahriar était tellement captivé par son histoire qu'il était impatient d'entendre la fin, il s'abstint, se disant qu'il pourrait toujours la tuer plus tard. La nuit d'après, elle continua à raconter son histoire la même chose se produit, comme les nuits suivantes. Elle n'hésitait pas à narrer des histoires enchâssées dans d'autres et, une fois un conte achevé, elle en entamait immédiatement un autre.

## Analyse

### La fin des Mille et Une Nuits
Il n’y a pas de fin unique à l’histoire de Chahriar, Shéhérazade et des Mille et Une Nuits. Selon le libraire bagdadien Ibn al-Nadīm (mort en 995), l'histoire du roi Chahriar et de Shéhérazade se termine par son pardon et par la présentation de la progéniture conçue et née au cours des mille et une nuits. En termes de sources, aucun manuscrit de la fin de l'histoire n'a survécu qui soit plus ancien que la traduction des Mille et Une Nuits d'Antoine Galland (1704-1717). Cependant, on ne sait pas clairement d'où vient sa version.
Les manuscrits et les versions imprimées publiées ultérieurement donnent des fins différentes. Les éditions de Boulaq et de Calcutta suivent la fin simple mentionnée par Ibn al-Nadim. Dans la version de Joseph von Hammer-Purgstall (voir ici, concernant Saint-Pétersbourg), Chahriar s'ennuie à la fin et ordonne l'exécution de Shéhérazade, qui lui montre alors leurs enfants. Dans la version de Richard Francis Burton, Shéhérazade raconte l'histoire de sa propre vie, suivie de quelques conseils pour une bonne administration. Chahriar reconnaît alors ses erreurs et épouse Shéhérazade. Cet épisode apparaît également dans l'édition de Breslau, d'après l'histoire du roi, de son fils et de sa femme.

### Interprétation
Selon l'interprétation générale – d'après les auteurs de l'Encyclopédie des Mille et Une Nuits – le roi Chahriar souffre d'un traumatisme psychologique à la suite de l'adultère de sa femme, ce qui le plonge dans un comportement compulsif envers les femmes. Shéhérazade réussit finalement à le guérir et à restaurer sa confiance et une perspective équilibrée sur la vie.
Selon Jerry Clinton (en), le traumatisme de Chahriar était principalement dû à une peur profonde des femmes. Il n’a pas pu développer une relation positive avec les femmes parce qu’il a grandi dans un environnement de pouvoir où les femmes n’avaient d’autre importance que celle de mères et de partenaires sexuelles. L'insécurité de Chahriar est renforcée par les adultères de sa femme et de celle de son frère, ainsi que par l'expérience que l'éfrit lui-même ne pouvait pas contrôler une femme captive. Chahriar est inconscient de l'injustice sociale constante envers les femmes, et ses expériences lui font perdre son sens de l'intégrité et de l'identité, le conduisant à tenter de restaurer son lien avec les femmes en déclenchant un cycle de sexualité et de mort. En montrant à travers ses histoires qu'il existe effectivement des femmes vertueuses, ainsi qu'une diversité et une complexité de la personnalité humaine, Shéhérazade éduque Chahriar. Elle lui démontre également à travers la souffrance que vivent les femmes dans de nombreuses histoires (en particulier dans les histoires d'esclaves), le faisant ainsi réfléchir sur son propre comportement.
L'approche psychologique de l'éducation du roi sur les femmes a contribué à la réputation de Shéhérazade en tant que féministe précoce, se sacrifiant pour son sexe afin de remédier aux déficiences chauvines des hommes. La perspective féministe est représentée dans les œuvres de plusieurs auteurs. Les critiques de ce point de vue soulignent cependant que même si des rôles féminins forts, parfois dominants ou même cruels existent dans les histoires des Mille et Une Nuits, ceux-ci sont en fin de compte le produit de l'imagination masculine et d'idées stéréotypées.
Ici, la femme est présentée comme un être naturellement pervers et débauché. Cette histoire trouve par exemple son illustration dans l'apologue que le vizir raconte à sa fille pour la détourner de son plan, le Conte du bœuf et de l'âne. La morale qui s'y exprime est primitive mais significative : le principe directeur est qu'il est inutile de discuter avec les femmes, seul le bâton peut venir à bout de leur ruse. Cette proposition grossière voudrait nous prendre au piège de ses simplifications, mais ne sait faire oublier le véritable combat qui s'engage et son enjeu : c'est la mort qui doit trancher et qui inscrit sa sanction au cœur de l'affrontement de la loi et du désir. L'héroïne le comprend très bien, défie la sentence et s'engage à sauver l'espèce humaine. En effet, elle se souvient que la jeune femme qui « trompe » le djinn a été enlevée par lui, arrachée à ses noces et tenue prisonnière dans un coffre. Elle sait aussi que le conflit durera longtemps, exactement mille et une nuits, c'est-à-dire l'éternité. En ce XXIe siècle, quand chaque jour nous montre que la femme n'est pas encore l'avenir de l'homme, nous avons besoin de cette gardienne de la parole qui nous laisse espérer en une issue un jour favorable où l'intégralité de l'être ne le cèdera pas à l'intégrisme du pouvoir.

### Origine de l'histoire
On sait peu de choses sur l’origine du récit-cadre. La popularité de l'histoire dans la littérature est attestée au plus tard par l'historien arabe al-Mas'udi (mort en 956) et le libraire bagdadien Ibn al-Nadim (mort en 995). Les auteurs de l'Encyclopédie des Mille et Une Nuits supposent qu'elle provient de sources sanskrites. Les historiens ont retrouvé dans la littérature indienne les schèmes correspondants de trois des thèmes qui organisent le préambule des Nuits : celui des époux trompés, celui de la femme qui échappe à un danger en racontant des histoires ou de celle qui trompe la surveillance jalouse d'un être surhumain. La thèse indianiste semble fondée dans l'ensemble ; il est attesté que certains contes du recueil sont nés en Inde, avant de cheminer en Perse, puis d'aboutir chez les Arabes.
D'autres savants ont plutôt cru à une tradition persane qui aurait donné aussi bien l'embryon des Nuits que le Livre d'Esther. Par exemple, en 1886, Michael Jan de Goeje a tenté d'établir un lien entre Shéhérazade et l'Esther biblique. C'est vrai que toutes deux se mettent au service de leurs semblables et entreprennent de sauver, l'une les femmes, l'autre tout un peuple. Les Arabes avaient eux-mêmes signalé l'existence d'un noyau indo-persan mêlé de traditions juives. Dès le Xe siècle, ils avaient adopté à Bagdad la thèse d'une origine persane. Toutefois, cette hypothèse a été réfutée par Emmanuel Cosquin, qui a démontré que les éléments centraux de l'intrigue étaient déjà documentés dans la littérature bouddhiste et indienne ancienne,.
Au-delà de ces suppositions générales, toute tentative d'identification des personnages, particulièrement celui de Shéhérazade, est voué à l'échec en l'état actuel de nos connaissances. Le conte indique par exemple que Chahriar est un roi sassanide. D'entrée de jeu, il élargit son espace à tout l'univers, en brouillant les cartes de l'histoire, puisque cette dynastie, qui régna sur l'Iran, dirige ici le monde, du moins vers l'Extrême-Orient, le mot Chine (Sîn) désignant alors les pays au-delà de l'Inde. Cependant, aucun de ses souverains n'a porté ce nom, qui varie d'ailleurs selon les éditions. Aussi, le parti le plus sage semble de renoncer à toute tentative hasardeuse de rapprochement historique. Mais ces vérifications sont-elles utiles ? Il faudrait s'interroger sur les significations plutôt que sur les détails. Il est plus important de suivre le cheminement d'un mythe que de s'acharner à comparer les situations ou relever de minimes informations touchant aux mœurs. Les ruses et ressources de l'imaginaire sont trop connues pour se laisser prendre à des indices complaisamment offerts à l'attention et, par conséquent, devenus suspects. Autant certains contes laissent parfaitement apparaître leur ancrage à Bagdad, au Caire ou à Damas, d'autres n'ont recours à cet habillage-là que pour mieux masquer la permanence irréductible d'étranges surgissements du désir.
En outre, ce n'est pas en Inde, ni en Perse que les Nuits se sont enrichies de tous les romans, récits et contes qui se sont progressivement joints les uns aux autres, sûrement plus pour des affinités de signification que par des conjonctures de hasard. C'est la civilisation arabe et nulle autre qui leur a permis de s'épanouir, ses poètes et ses conteurs qui en ont magnifié la teneur. Et c'est au XVIIIe siècle un traducteur français, Antoine Galland, qui allait leur ouvrir l'Europe. De l'amont à l'aval s'établit ainsi une complicité qui a su franchir toute limite.
Quant à la fable, le Conte du bœuf et de l'âne, elle est d'origine indienne, passée la Perse et arabisée. Elle fait partie de la culture classique du temps, depuis le Kalila et Dimna, célèbre adaptation par Ibn al-Muqaffa du Pañchatantra de Vichnou-Sarma (ou Bidpaï). Le recueil en propose d'autres exemples plus développés, notamment dans la série de fables animalières numérotées entre ANE 44 et 59.

### Autres commentaires
Chahriar signifie « dirigeant », Chah Zaman « roi de son temps », Shéhérazade « né de la splendeur », Dinarzade « né de l'or » ou « né du monde ».
Contrairement à l'Encyclopédie des Mille et Une Nuits et à d'autres traductions, Claudia Ott répertorie l'histoire de l'éfrit comme une histoire interne indépendante (L'Ifrit trompé) et résume les histoires Le bœuf et l'âne (ANE 2) et Le marchand et sa femme (ANE 3).